# Sol-gel
Een sol-gel is een gelachtig materiaal vervaardigd uit anorganische stoffen. Sol-gels worden gebruikt bij de productie van onder meer (keramische) deklagen en partikels.
Om een sol-gel te maken wordt bijvoorbeeld siliciumoxide eerst in een colloïdale suspensie gebracht. Vervolgens kan men de suspensiedeeltjes (monomeren of oligomeren) in de vloeistof aan elkaar laten hechten (polymeriseren) tot een netwerk; zo vormen ze een wet-gel (in solvent), aero-gel (solvent verdampt) of xero-gel (denser). 